# Josef František Seilern-Aspang
Josef František Seilern-Aspang, též Josef Maria, německy Josef Franz Graf von Seilern und Aspang, celým jménem Joseph Maria Franz Johann Nepomuk Nikolaus Graf von Seilern und Aspang (14. září 1823 Vídeň – 18. června 1868 Štýrský Hradec), byl rakouský šlechtic z rodu Seilern a politik působící zčásti na Moravě; poslanec Moravského zemského sněmu.

## Biografie
Hrabě Josef František Seilern-Aspang pocházel ze šlechtického rodu Seilern und Aspang. Otec Josef August Seilern-Aspang zemřel roku 1861, matkou byla Marie Leopoldina Zichyová. Jeho bratrem byl hrabě Karel Maxmilian Seilern-Aspang (1825–1905), který byl rovněž politicky aktivní, stejně jako synovec Karel František Seilern (1852–1916). Jeho manželkou byla Elisa von Stürgkh (1838–1909). Jejich synem byl František Seilern (1859–1919).
Měl titul císařského komořího a armádního rytmistra. Byl mu udělen Řád svatého Řehoře Velikého (velkokříž), Řád Božího hrobu a Císařský rakouský řád Leopoldův. Byl čestným rytířem Německého řádu. Patřila mu fideikomisní panství Litschau v Dolních Rakousích a na Moravě Lukov a Kralice na Hané. Dále byl spoluvlastníkem statků Kurovice, Martinice a Střebětice.
V 2. polovině 19. století se zapojil i do vysoké politiky. V doplňovacích zemských volbách 22. listopadu 1865 byl zvolen na Moravský zemský sněm, kde zastupoval kurii velkostatkářskou, I. sbor. Mandát zde obhájil v zemských volbách v lednu 1867 i krátce poté konaných zemských volbách v březnu 1867. V roce 1867 se uvádí coby konzervativec (Strana konzervativního velkostatku). Poslancem byl až do své smrti roku 1868. Pak byla vypsána doplňovací volba.
Zemřel v červnu 1868 poté, co byl narychlo ve vážném zdravotním stavu dopraven z Říma do Štýrského Hradce. Zde došlo k jeho úmrtí ve vile rodu Preindlsbergerů na Rosenbergu. Zemřel po dlouhé nemoci ve 45. roce svého života.